# Martynas Alekna
Martynas Alekna (25 de agosto de 2000) es un deportista de Lituania que compite en atletismo. Ganó una medalla de oro en el Campeonato Europeo de Atletismo Sub-20 de 2021, en la prueba de lanzamiento de disco.
Es hijo del bicampeón olímpico en la misma especialidad Virgilijus Alekna, y su hermano Mykolas compite en el mismo deporte.